# インディアンリッジ
インディアンリッジ (Indian Ridge) とはアイルランドで生産された競走馬、および種牡馬である。

## 経歴
競走馬時代にはジャージーステークス（G3）、デュークオブヨークステークス（G3）、キングススタンドステークス（G2）の3つの重賞競走を制しているが、G1競走ではジュライカップでソヴィエトスターに敗れての8着、クイーンエリザベス2世ステークスではウォーニングに敗れての6着といった成績に終わった。
競走馬引退後は、1990年より種牡馬となり、2006年に心臓発作のため21歳で死亡した。
種牡馬としては多くの産駒を輩出して成功を収めた。短距離を得意とした産駒が多く、2頭のブリーダーズカップマイル優勝馬を輩出した。中距離でも活躍した馬もいる。
後継種牡馬はコンプトンプレイスとナミドが居るが、全体的には振るっておらず、ナミドとその産駒トータルギャラリーはアジア圏に輸出、ニコバー産駒のドゥーナデンは2019年に死亡している。2022年現在の主要な系統種牡馬は、コンプトンプレイス産駒のパールシークレット、インディアンロケット産駒のキャプテンチョップなどである。
デフィニットアーティクル産駒でアイリッシュセントレジャーを4連覇したヴィニーローは、障害用種牡馬となった。
日本にも競走馬としての産駒が輸入されており、サウンドワールドが準オープン馬となっている。

## 年度別競走成績
- 1987年（2歳） 4戦2勝
- 1988年（3歳） 4戦1勝
  - 1着 ジャージーステークス（G3）
- 1989年（4歳） 3戦2勝
  - 1着 デュークオブヨークステークス（G3）、キングススタンドステークス（G2）

## 主な産駒
- 1992年産
  - デフィニットアーティクル (Definite Article) - ナショナルステークス
  - リッジウッドパール (Ridgewood Pearl) - アイリッシュ1000ギニー、コロネーションステークス、ムーランドロンシャン賞、ブリーダーズカップマイル
- 1994年産
  - コンプトンプレイス (Compton Place) - ジュライカップ
  - インディアンロケット (Indian Rocket) - ミルリーフS、仏2歳LS 2008
- 1995年産
  - サウンドワールド - 阪急杯3着、シルクロードステークス3着
- 1996年産
  - ナミド (Namid) - アベイドロンシャン賞
- 1998年産
  - ドームドライヴァー (Domedriver) - ブリーダーズカップマイル
- 2000年産
  - インディアンヘイヴン (Indian Haven) - アイリッシュ2000ギニー
- 2000年産
  - リラックスドジェスチャー (Relaxed Gesture) - カナディアン国際ステークス
- 2002年産
  - リンガリ (Linngari) - ヴィットーリオ・ディ・カープア賞、バイエルンツフトレネン
- 2004年産
  - デイトナ (Daytona) - ハリウッドダービー、シューメイカーマイルステークス
  - インディアンインク (Indian Ink) - チェヴァリーパークステークス、コロネーションステークス

母の父としての主な産駒
- 1998年産
  - リールバディー (Reel Buddy) - サセックスステークス
- 2002年産
  - ウィルコ (Wilko) - ブリーダーズカップ・ジュヴェナイル
- 2005年産
  - ハーフウェイトゥヘヴン (Halfway to Heaven) - アイリッシュ1000ギニー、ナッソーステークス、サンチャリオットステークス）
- 2008年産
  - ダンシングレイン (Dancing Rain) - オークス、ディアナ賞
- 2019年産
  - マッドクール - 高松宮記念

## 血統表
| インディアンリッジの血統クラリオン系／Discipliner 4×4=12.50% | インディアンリッジの血統クラリオン系／Discipliner 4×4=12.50% | インディアンリッジの血統クラリオン系／Discipliner 4×4=12.50% | （血統表の出典）   | （血統表の出典） |
| 父 Ahonoora 1975 栗毛                                        | 父の父Lorenzaccio 1965 栗毛                                  | Klairon                                                      | Clarion            | Clarion          |
| 父 Ahonoora 1975 栗毛                                        | 父の父Lorenzaccio 1965 栗毛                                  | Klairon                                                      | Kalmia             |                  |
| 父 Ahonoora 1975 栗毛                                        | 父の父Lorenzaccio 1965 栗毛                                  | Phoenissa                                                    | The Phoenix        | The Phoenix      |
| 父 Ahonoora 1975 栗毛                                        | 父の父Lorenzaccio 1965 栗毛                                  | Phoenissa                                                    | Erica Fragrans     |                  |
| 父 Ahonoora 1975 栗毛                                        | 父の母Helen Nichols 1966 栗毛                                | Martial                                                      | Hill Gail          | Hill Gail        |
| 父 Ahonoora 1975 栗毛                                        | 父の母Helen Nichols 1966 栗毛                                | Martial                                                      | Dicipliner         |                  |
| 父 Ahonoora 1975 栗毛                                        | 父の母Helen Nichols 1966 栗毛                                | Quaker Girl                                                  | Whistler           | Whistler         |
| 父 Ahonoora 1975 栗毛                                        | 父の母Helen Nichols 1966 栗毛                                | Quaker Girl                                                  | Mayflower          |                  |
| 母 Hillbrow 1975 栗毛                                        | 母の父Swing Easy 1968 鹿毛                                   | Delta Judge                                                  | Traffic Judge      | Traffic Judge    |
| 母 Hillbrow 1975 栗毛                                        | 母の父Swing Easy 1968 鹿毛                                   | Delta Judge                                                  | Beautillion        |                  |
| 母 Hillbrow 1975 栗毛                                        | 母の父Swing Easy 1968 鹿毛                                   | Free Flowing                                                 | Polynesian         | Polynesian       |
| 母 Hillbrow 1975 栗毛                                        | 母の父Swing Easy 1968 鹿毛                                   | Free Flowing                                                 | Rytina             |                  |
| 母 Hillbrow 1975 栗毛                                        | 母の母Golden City 1970 栗毛                                  | *スカイマスター                                              | Golden Cloud       | Golden Cloud     |
| 母 Hillbrow 1975 栗毛                                        | 母の母Golden City 1970 栗毛                                  | *スカイマスター                                              | Discipliner        |                  |
| 母 Hillbrow 1975 栗毛                                        | 母の母Golden City 1970 栗毛                                  | West Shaw                                                    | Grey Sovereign     | Grey Sovereign   |
| 母 Hillbrow 1975 栗毛                                        | 母の母Golden City 1970 栗毛                                  | West Shaw                                                    | Irish Candy F-No.3 |                  |

- インブリードされているDisciplinerは2000ギニー優勝馬コートマーシャルの産駒であり、その産駒のマーシャルは2000ギニーに、スカイマスターは２歳重賞にそれぞれ優勝している。